# مصنع الموسيقى

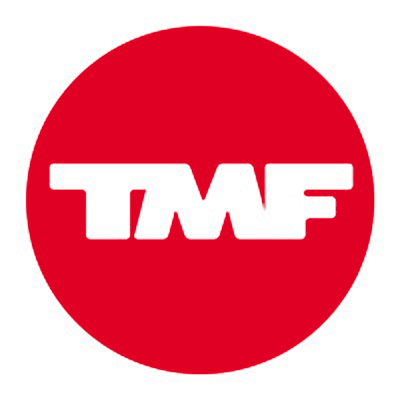

مصنع الموسيقى (بالإنجليزية: The Music Factory)‏ واختصارها (TMF) هي قناة بوب موسيقية التي تبث من بلجيكا (TMF Vlaanderen) .
TMF كانت تبث سابقاً في هولندا (TMF هولندا) .

## جوائز تي إم أف البلجيكية ~ Belgian TMF Awards
حفل توزيع جوائز تي إم أف البلجيكية هي جوائز تعرض سنوياً , تبث على الهواء مباشرةً في بلجيكا من قناة البوب الموسيقية TMF (مصنع الموسيقى) .